# Kööhögen
Der bereits 1724 von C. L. von Schantz ausgegrabene Kööhögen (auch „Konungshög“ – deutsch „Königshügel“; RAÄ-Nr. Orkesta 30:1) ist ein Grabhügel im Gräberfeld von Vaxtuna, in Vallentuna in Uppland in Schweden. Der Hügel stammte aus der jüngeren Eisenzeit (0 bis 500 n. Chr.). Die Landschaft um den Kööhögen besteht größtenteils aus kultiviertem Land.

## Beschreibung
Der Kööhögen hat etwa 35,0 m Durchmesser, ist 5,0 m hoch und ist der größte Hügel in Vallentuna. Er war früher offenbar höher. Der auf einer niedrigen Schotterterrasse liegende Hügel hat ein steiles Profil. In der Mitte des Hügels liegt eine Grube von 15 bis 17 m Durchmesser und 3,0 Meter Tiefe. Am Grund und am westlichen Rand der Grube befinden sich 0,2 bis 0,5 m große Steine, die von einer Röse stammen, die den Kern des Hügels bildet. Der innere Steinhügel aus Blocksteinen wurde bei der Ausgrabung durchstoßen und eine Urne mit verbrannten Knochen und knöchernen Spielsteinen gefunden.